# Tlogo (Tuntang)
Tlogo is een bestuurslaag in het regentschap Semarang van de provincie Midden-Java, Indonesië. Tlogo telt 1837 inwoners (volkstelling 2010).